# The Rock Show
Singles de Blink-182
Dumpweed
(2000) First Date
(2001)
Pistes de Take Off Your Pants And Jacket
Story of a Lonely Guy
(05) Stay Together for the Kids
(07)
The Rock Show est une chanson du groupe Blink-182 qui apparaît sur l'album Take Off Your Pants and Jacket. Sa version single est sortie le 25 juin 2001. Il existe deux versions live de cette chanson, l'une sur le single Stay Together for the Kids sorti en 2002 et enregistré à Los Angeles, et l'autre, enregistrée à Minneapolis et disponible sur le single Always sorti en 2004. Elle est chantée en intégralité par Mark Hoppus.
Les paroles racontent l'histoire d'un garçon qui tombe amoureux d'une fille rebelle qui s'est notamment fait renvoyer de son école. Il l'a rencontrée à un concert de rock d'où le titre The Rock Show.

## Liste des pistes
| The Rock Show | The Rock Show                 | The Rock Show | The Rock Show | The Rock Show | The Rock Show | The Rock Show | The Rock Show | The Rock Show | The Rock Show |
| No            | Titre                         | Auteur        | Durée         |               |               |               |               |               |               |
| ------------- | ----------------------------- | ------------- | ------------- | ------------- | ------------- | ------------- | ------------- | ------------- | ------------- |
| 1.            | The Rock Show (Edition radio) | Blink-182     | 2:51          |               |               |               |               |               |               |
| 2.            | Time to Break Up              | Blink-182     | 3:05          |               |               |               |               |               |               |
| 3.            | Man Overboard (Edition radio) | Blink-182     | 2:46          |               |               |               |               |               |               |
| 8:43          |                               |               |               |               |               |               |               |               |               |

Le CD contient aussi le clip de Man Overboard.

## Collaborateurs
- Mark Hoppus — Chant, Basse
- Tom DeLonge — Chant, Guitare
- Travis Barker — Batterie

## Clip
Pour réaliser le clip, le groupe a reçu une importante somme d'argent. Le clip montre le groupe en train de distribuer cet argent aux habitants du quartier de la ville où ils se trouvent, et en train d'acheter différentes choses, comme une télé une voiture dans le but de les casser et des colombes de le but de les libérer. Tom DeLonge a déclaré que certaines personnes qu'ils avaient rencontré dans la rue avaient refusé l'argent qu'ils offraient par méfiance.